# Effet de réseau (roman)
Effet de réseau (titre original : Network Effect) est un roman de science-fiction de Martha Wells, paru en 2020 puis traduit en français et publié en 2020. Il est le cinquième livre de la série Journal d'un AssaSynth, le premier de taille « roman » après les quatre romans courts parus précédemment.
Effet de réseau a remporté le prix Nebula du meilleur roman 2020, le prix Hugo du meilleur roman 2021 ainsi que le prix Locus du meilleur roman de science-fiction 2021.

## Résumé
AssaSynth a été envoyé par le docteur Mensah dans une expédition de recherche qui comprend sa fille Amena, son beau-frère Thiago et les docteurs Arada, Overse et Ratthi. Durant leur voyage, leur vaisseau est attaqué par un navire de transport hostile, avec à son bord des humanoïdes à la peau grise qu'AssaSynth désigne sous le terme générique de cibles. AssaSynth et Amena sont obligés de monter à son bord alors que les autres fuient dans une navette de sauvetage. Alors que le transport se déplace dans un trou de ver situé à proximité, AssaSynth chasse les cibles qui contrôlent le navire puis isole dans une zone de sécurité Amena ainsi que les captifs humains Ras et Eletra. Il se rend alors compte que le vaisseau est le même que celui qui était jadis contrôlé par son ami bot pilote EVE, bot qui semble avoir disparu. Arada et les autres, qui ont suivi le vaisseau dans le trou de ver, parviennent à monter à bord tandis qu'AssaSynth tue les cibles. Il trouve dans le réseau du vaisseau une copie du code d'EVE et il parvient à le recharger après l'avoir débloqué à l'aide d'un mot de passe laissé à son intention par EVE. Comme AssaSynth l'a deviné, après que son vaisseau ait été envahi par les humanoïdes à la peau grise, EVE a envoyé ces derniers rechercher la SecUnit séditieuse, la présentant comme une arme qui leur serait d'une très grande utilité, les piégeant ainsi dans l'espoir qu'AssaSynth puisse les vaincre. AssaSynth est furieux qu'EVE ait mis ainsi en danger les humains de l'expédition de recherche, et il le devient encore plus lorsqu'EVE insiste pour qu'ils se lancent dans la recherche et la récupération de l'équipage manquant du navire de transport.
De l'autre côté du trou de ver, AssaSynth et son équipe descendent dans la colonie planétaire qui semble être au centre de la situation et découvrent que les colons qui s'y sont installés quarante années auparavant ont été exposés à une contamination résiduelle extraterrestre. Ils ont développé une peau grise à des degrés divers et se sont séparés en factions belligérantes, les plus contaminés s'opposant à ceux qui le sont moins, tous semblant être plus ou moins contrôlés par un esprit de ruche extraterrestre. L'équipage disparu a néanmoins effectué sa propre évasion, et pendant qu'Arada et ses coéquipiers les aident, AssaSynth est capturé. EVE commence alors à tirer des missiles sur la colonie, exigeant sa libération. AssaSynth est sauvé grâce à l'intervention d'une SecUnit nommée Trois, dont il a désactivé le module superviseur quelque temps auparavant, et d'une version logicielle de lui-même injectée dans le système gérant les défenses de la colonie.
Arada, Overse, Ratthi, Thiago et Amena décident de rentrer sur Préservation tandis qu'AssaSynth accepte la proposition d'EVE de les accompagner pour leur prochaine mission.

## Éditions
- Network Effect, Tor, 5 mai 2020, 350 p.  (ISBN 978-1-250-22986-1)
- Effet de réseau, L'Atalante, coll. « La Dentelle du cygne », 24 septembre 2020, trad. Mathilde Montier, 407 p.  (ISBN 979-10-360-0054-6)